# Venganza ciega
Venganza ciega (título original: Blind Vengeance) es un telefilme estadounidense de drama, crimen y misterio de 1990, dirigido por Lee Philips, escrito por Howard Rodman, Curt Allen y Jerry McNeely, musicalizado por Dana Kaproff, en la fotografía estuvo Daryn Okada y los protagonistas son Gerald McRaney, Lane Smith y Don Hood, entre otros. Este largometraje fue producido por Spanish Trail Productions y MCA Television Entertainment (MTE); se estrenó el 22 de agosto de 1990.

## Sinopsis
Este largometraje trata acerca de un hombre que debe hacer frente a sus emociones, ya que le mataron a su hijo, los autores del crimen son unos racistas.